# Virieu-le-grand (AOC)
Pour les articles homonymes, voir Virieu-le-Grand (homonymie).
Le virieu-le-grand, ou roussette du Bugey Virieu-le-Grand, est un vin blanc français produit dans le nord du vignoble du Bugey, sur la commune de Virieu-le-Grand, dans le département de l'Ain.
Il s'agit d'une des dénominations géographiques au sein de l'appellation roussette du Bugey, fabriquée à partir du cépage altesse B, appelé « roussette ».

## Historique
D'abord reconnu comme vin de qualité supérieure (AOVDQS) depuis le 11 juillet 1958, il s'agit d'une appellation d'origine contrôlée (AOC) depuis le 20 octobre 2009.

## Situation géographique
Le virieu-le-grand est produit en France, dans la région Rhône-Alpes, plus précisément dans le Bugey, sur la commune de Virieu-le-Grand, à 14 kilomètres au nord-ouest de Belley.

### Climatologie
Le Bugey connait des étés chauds propres un à climat semi-continental, propices à la culture de certains cépages, mais avec des précipitations importantes. Les hivers sont marqués par les influences montagnardes, un peu adoucis par les dernières influences océaniques venant buter sur les montagnes. Les précipitations sont importantes au pied des reliefs.
La station météo d'Ambérieu-en-Bugey (à 250 mètres d'altitude) se trouve à la limite occidentale de l'aire d'appellation. Ses valeurs climatiques de 1961 à 1990 sont : 
| Mois                              | jan. | fév. | mars  | avril | mai   | juin  | jui.  | août  | sep.  | oct.  | nov. | déc.  | année   |
| --------------------------------- | ---- | ---- | ----- | ----- | ----- | ----- | ----- | ----- | ----- | ----- | ---- | ----- | ------- |
| Température minimale moyenne (°C) | −1,7 | −0,3 | 1,4   | 4,2   | 8,3   | 11,2  | 13,4  | 12,9  | 10,5  | 7,1   | 2,3  | −0,8  | 5,7     |
| Température moyenne (°C)          | 1,8  | 3,7  | 6,4   | 9,6   | 13,8  | 17,1  | 19,8  | 19,1  | 16,3  | 11,8  | 6,1  | 2,5   | 10,7    |
| Température maximale moyenne (°C) | 5,3  | 7,8  | 11,4  | 15,1  | 19,3  | 23,1  | 26,2  | 25,3  | 22    | 16,4  | 9,9  | 5,7   | 15,6    |
| Ensoleillement (h)                | 53,4 | 81   | 130,5 | 167,2 | 199,6 | 230,9 | 273,9 | 236,2 | 183,2 | 119,9 | 65,1 | 46,3  | 1 787,2 |
| Précipitations (mm)               | 93,8 | 86,9 | 100,8 | 93,9  | 111,5 | 98,2  | 66,5  | 91,6  | 98,1  | 102,7 | 107  | 102,1 | 1 153   |

## Vignoble

### Encépagement
Le virieu-le-grand et l'ensemble de l'appellation roussette du Bugey sont depuis peu des vins mono-cépages (du temps du VDQS on pouvait faire un assemblage avec un peu de chardonnay B), produit uniquement à partir de l'altesse B, aussi appelée roussette, ou encore plus localement fusette (fusette d'Ambérieu ou fusette de Montagnieu).
C'est un cépage blanc typique des vignobles du Bugey et de la Savoie. Il mûrit tard, avec des rendements plutôt faibles ; les grappes résistent bien à la pourriture.

### Sucre et alcoométrie
Les raisins vendangés doivent fournir au moins 162 grammes de sucre par litre de moût pour les vins susceptibles de bénéficier de l'appellation d'origine contrôlée roussette du Bugey complétée par la dénomination géographique virieu-le-grand.
Les vins doivent présenter un titre alcoométrique volumique naturel minimum de 10 % vol. pour la dénomination géographique (au lieu de 9,5 % vol. pour la roussette du Bugey générique). 

### Rendements
Le rendement doit être au maximum de 53 pour la dénomination (59 pour l'appellation), avec un rendement butoir fixé à 58 hectolitres par hectare (65 pour l'appellation).
Le rendement réel de l'appellation roussette du Bugey tourne en moyenne autour de 44 hectolitres par hectare, ce qui est très en dessous des rendements pratiqués pour les autres appellations du Bugey.

## Vins

### Vinification et élevage
À l'arrivée au chai, le raisin est foulé et pressé pour séparer le moût du marc de raisin. Le moût est mis en cuve en stabulation pour le dépôt des bourbes. Le soutirage du jus clair est le débourbage ; les bourbes peuvent être filtrées pour donner aussi un bon vin.
La fermentation alcoolique débute sous l'action de levures indigènes ou de levures sélectionnées introduites lors du levurage. Cette opération transforme le sucre du raisin en éthanol. La maîtrise de la température de fermentation par un système de réfrigération permet d'exprimer le potentiel aromatique du produit. 
La fermentation achevée, le vin est soutiré afin d'éliminer les lies. La fermentation malolactique n'est généralement pas réalisée, bloquée par un sulfitage du vin. Ce dernier peut être stocké en cuve pour le préparer à l'embouteillage ou élevé en barrique ou foudres de bois de chêne.
Le vin est soutiré, filtré et stabilisé avant le conditionnement en bouteille.